# コルタン

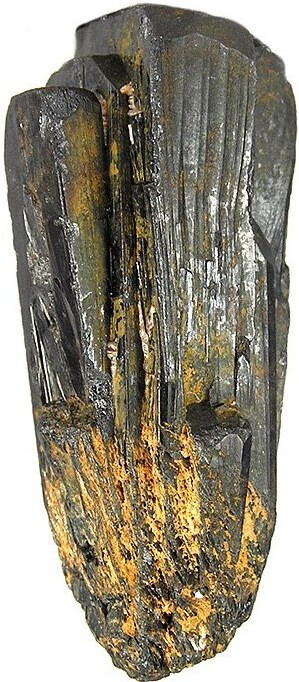
コロンバイト-タンタライト鉱石（6.0 x 2.5 x 2.1 cm）

コルタン（Coltan）とは、コロンバイト-タンタライト（Columbite-Tantalite、（Fe,Mn)(Ta,Nb)2O6）の略で、鉱石の1種。ニオブ（Nb）>タンタル（Ta）をコルンブ石（columbite）、ニオブ（Nb）<タンタル（Ta）をタンタル石（tantalite）とも呼ぶ。結晶系は斜方晶系。
精錬すると粉末状のタンタルを得られる。

## 生産地
現在、生産シェアは上からオーストラリア、ブラジル、モザンビーク、カナダとなっている。埋蔵量については、コルタンの需要が高まったのは近年であるために探査が不十分であり、実態は不明。一説には、コルタン埋蔵量の80%はコンゴ民主共和国にあると言われている。

## 用途
タンタルは携帯電話、ノートパソコン、ゲーム機などの電化製品におけるコンデンサーなどに用いられる。これら電化製品の普及に伴い、コルタンの需要が近年増加している。

## 価格
1970年からほぼ1ポンドあたり27ドルから31ドルで横ばいだったが、2000年 - 2001年にはIT産業の隆盛、需要・供給ネットワークの不備、投機などによってコルタン・ブームが起き、1ポンドあたり210ドルと7倍以上の価格高騰が起こった。
その後IT産業の停滞、携帯電話普及が一段落したことなどを受けて価格は元に戻ったが、供給の不安定性は懸念されている。

## 日本の状況
日本の国内需要は2004年は354tであり、2005年は331t（推測）である。
輸入先はタイ王国、アメリカ、中国の順。アメリカは自国でタンタル生産を殆ど行っていないので、アメリカからの輸入はアメリカの又売りということになる。

## コルタンを巡る問題
コルタンを巡る問題としてはコンゴ民主共和国東部における違法採掘が有名で、2001年の国連安全保障理事会に提出された「コンゴ民主共和国の天然資源やその他資源の不法採取についての専門委員会（Panel of Experts on the Illegal Exploitation of Natural Resources and Other Forms of Wealth of the Democratic Republic of the Congo）」の報告書によれば、コンゴ隣国のルワンダ、ウガンダ、ブルンジの武装勢力がコルタンなど天然資源を不正に採掘し、それによって得られた利益が武装勢力の資金源となっており、これがコンゴにおける紛争（ウガンダ内戦、ブルンジ内戦、ルワンダ紛争、第一次コンゴ戦争、第二次コンゴ戦争）を長期化させているという。
武装勢力がコンゴ国内で支配権を握っている地域は主に鉱山地域であると言われていることや、コンゴ東部のコルタン輸出権はルワンダ企業のSOMIGLが握っているという外形的事実を見ると、それなりに説得力がある。一方、報告書において非難の的となったルワンダなどは「報告書は不正確である」、「天然資源の採掘は紛争の原因ではなく、結果である」と反論している。
その他の問題としては、コルタン採掘方法が鉱床を掘って泥水の中で沈んだコルタンをより分けるという特に技術を必要としない原始的方法で行うこともあって、採掘の一部が児童労働によってなされているという人道上の問題や、採掘の際に森林を乱伐採し、ゴリラ、ゾウ、サイなどを食用のために殺す（その肉はブッシュミートと呼ばれる）などして、生態系が荒らされているという環境問題も発生している。
そのため、中部アフリカで産出されたコルタンの取扱いを禁止する企業（米部品メーカーKemet、Nokiaなど）も出ているが、多くの段階を経て市場に供給されるコルタンがコンゴ産出のものかそうでないかを判別するのは難しいとされているうえ、既にコンゴから多くのコルタンが盗掘されて世界中の携帯電話やノートパソコンの中に入っている現状では遅すぎるという声もある。その一方で、コルタンは地元経済の発展を助け、経済再建の可能性を持っていると考え、社会的・環境的に信頼できる筋で採掘されたコンゴ産コルタンの市場を作ることに積極的な企業もある（Vodafoneなど）。